# Ofer Zeitouni
Ofer Zeitouni (em hebraico:  עפר זיתוני; Haifa, 23 de outubro de 1960) é um matemático israelense, especialista em teoria das probabilidades.

## Biografia
Zeitouni obteve um bacharelado em engenharia elétrica em 1980 na Technion. Obteve um doutorado em 1986, orientado por Moshe Zakai, com a tese Bounds on the Conditional Density and Maximum a posteriori Estimators for the Nonlinear Filtering Problem. No pós-doutorado foi professor assistente visitante na Universidade Brown e no Laboratory for Information and Decision Systems no Instituto de Tecnologia de Massachusetts (MIT). Em 1989 foi senior lecturer no Technion, promovido em 1991 a professor assistente e em 1997 a full professor no Departamento de Engenharia elétrica. É atualmente professor de matemática do Instituto Weizmann de Ciência e do Instituto Courant de Ciências Matemáticas, e foi de 2002 a 2013 professor em tempo parcial da Universidade de Minnesota.
Foi palestrante convidado do Congresso Internacional de Matemáticos em Pequim (2002: Random Walks in Random Environments). Zeitouni foi eleito fellow da American Mathematical Society em 2017, e membro da Academia de Artes e Ciências dos Estados Unidos em 2019.

## Publicações selecionadas

### Artigos
- com Ildar Abdulovich Ibragimov: Ibragimov, Ildar; Zeitouni, Ofer (1997). «On roots of random polynomials». Trans. Amer. Math. Soc. 349 (6): 2427–2441. doi:10.1090/S0002-9947-97-01766-2
- com Amir Dembo, Yuval Peres, and Jay Rosen: Dembo, Amir; Peres, Yuval; Rosen, Jay; Zeitouni, Ofer (2001). «Thick points for planar Brownian motion and the Erdős-Taylor conjecture on random walk». Acta Mathematica. 186 (2): 239–270. doi:10.1007/BF02401841
- com Amir Dembo, Bjorn Poonen, and Qi-Man Shao: Dembo, Amir; Poonen, Bjorn; Shao, Qi-Man; Zeitouni, Ofer (2002). «Random polynomials having few or no real zeros». J. Amer. Math. Soc. 15 (4): 857–892. doi:10.1090/S0894-0347-02-00386-7
- com Amir Dembo, Yuval Peres, and Jay Rosen: Dembo, Amir; Peres, Yuval; Rosen, Jay; Zeitouni, Ofer (2002). «Thick points for intersections of planar sample paths». Trans. Amer. Math. Soc. 354 (12): 4969–5003. doi:10.1090/S0002-9947-02-03080-5
- Zeitouni, Ofer (2004). «Part II: Random walks in random environment». In: Lectures on probability theory and statistics. Col: Lecture Notes in Mathematics. 1837. Berlin, Heidelberg: Springer. pp. 190–312. ISBN 978-3-540-20832-7. doi:10.1007/978-3-540-39874-5_2

### Livros
- com Greg W. Anderson e Alice Guionnet: Introduction to Random Matrices, Cambridge University Press 2010
- com Amir Dembo: Large Deviations Techniques and Applications, Springer 1998, Dembo, Amir; Zeitouni, Ofer (2009). 2nd edition, corrected printing of 1998 edition. [S.l.: s.n.] ISBN 9783642033117; pbk